# 戴维·道内
戴维·道内（英語：David Dawnay，1903年7月10日—1971年10月9日），英国男子马球运动员。他曾代表英国参加1936年夏季奥林匹克运动会马球比赛，获得一枚银牌。他于1971年去世，享年68岁。